# Ludwig Braunfels
Ludwig (Lazarus) Braunfels, född 22 april 1810 i Frankfurt am Main, död där 25 september 1885, var en tysk publicist, skald och översättare.
Braunfels redigerade 1833–38 den i Koblenz utkommande "Rhein- und Moselzeitung", som han trots censuren gav en liberal inriktning. Åren 1841-43 studerade han juridik i Bonn och bosatte sig därefter som advokat i sin födelsestad, där han sedermera även blev även spansk konsul.
Braunfels uppskattades både som lyriker och dramatiker, men var mest betydelsefull genom sina översättningar av Pedro Calderón de la Barcas och Lope de Vegas arbeten. Vidare bör nämnas hans med översättning försedda upplaga av "Nibelungenlied".